# Yassine Jaber
Yassine Jaber, né en 1951 à Nabatieh, est un homme politique et un homme d’affaires libanais.

## Biographie
Chef de nombreuses entreprises, il est élu député lors des élections législatives de 1992 (en), les premières après la guerre civile. En 1995, il devient ministre de l’Économie et du Commerce dans le gouvernement de Rafiq Hariri et est reconduit à ce poste jusqu’en 1998.
Lors des élections législatives de 1996 (en), il est réélu député de Nabatiyé sur la liste du Mouvement Amal de Nabih Berri. Il n'est toutefois pas membre du Mouvement. Jaber est également ministre des Travaux publics et des Transports entre 2004 et 2005 au sein du gouvernement d'Omar Karamé.
En 2000 (en), 2005, 2009 et 2018, il est réélu député. Il est membre du Bloc de la libération et du développement.
En 2021, une enquête conjointe de l'ONG Gherbal Initiative et de journalistes d'Al Jadeed TV révèle que Jaber détient, en son nom propre, 186 propriétés au Liban. Il est le troisième homme politique libanais en nombre de propriétés.